# A Bölcsesség Óceánja (könyv)
A Bölcsesség Óceánja – Idézetek Őszentsége, a XIV. Dalai Láma műveiből a 14. dalai láma, Tendzin Gyaco 1989. előtti beszédeiből összeállított idézetek, bölcsességek gyűjteménye. A magyar kiadás előszavát Lopon Choegyal Tenzin a Milarepa Tibeti Kulturális Központ elnöke írta. A könyvben szereplő fő témák a boldogság, a bölcsesség, a buddhizmus, a szeretet és az együttérzés, valamint a világbéke, a nukleáris fegyverek okozta veszélyhelyzet és a környezetvédelem.

## Tartalma
A könyvet a magas rangú tibeti láma világ különböző részein, különböző alkalommal elhangzott beszédeiből állították össze. Az eredeti, angol nyelvű könyv előszavát Richard Gere írta.  A könyv nem egy összefüggő tanítás, nem egy előadást rögzítő leírás, hanem idézetek egy magas szintű tanítómestertől.
A felhasznált irodalmak között szerepelnek a dalai láma tibeti, angol és francia nyelven kiadott könyvei (pl.: Transcendent Wisdom, Universal Responsibility, Deity Yoga) valamint Magyarországon, Ausztráliában, valamint az Amerikai Egyesült Államokban megtartott előadásainak szöveges leirata és/vagy hanganyaga.
A szeretetről és együttérzésről szóló rész egyik idézete:
Nagyon fontos, hogy megértsük, mit is jelent az együttérzés. A legegyszerűbben megfogalmazva ez nem más, mint pozitív gondolatok és érzések összessége, amelyek halmazához remény, bátorság, elszántság, belső erő társul. A buddhista felfogás szerint az együttérzés és a szeretet ugyanannak a dolognak két aspektusa; az együttérzés azt jelenti, hogy szeretnénk egy másik lényt megszabadítani a szenvedéstől, a szeretet pedig azt, hogy boldogságot kívánunk egy másik lénynek.(116)

## Magyarul
- A bölcsesség óceánja. Idézetek őszentsége a XIV. dalai lama műveiből; összeáll., ford. Szántai Zsolt; Trajan, Bp., 2007 (Napkelet útjain sorozat)